# 1382
Évszázadok: 13. század – 14. század – 15. század
Évtizedek: 1330-as évek – 1340-es évek – 1350-es évek – 1360-as évek – 1370-es évek – 1380-as évek – 1390-es évek – 1400-as évek – 1410-es évek – 1420-as évek – 1430-as évek
Évek: 1377 – 1378 – 1379 – 1380 –  1381 – 1382 – 1383 – 1384 – 1385 – 1386 – 1387

## Események

### Határozott dátumú események
- május 22.
  - A Nápolyba bevonuló Durazzói Károly herceg – állítólag pártfogója, a magyar király utasítására – megfojtatja I. Johanna nápolyi királynőt.[1]
  - I. Lajos nápolyi (ellen)király uralkodásának kezdete. (1384-ig uralkodik.)
- június 10. – Michele Morosini velencei dózse megválasztása.[2]
- július 25. – I. Lajos magyar és lengyel király másodszülött lányát, Máriát és kijelölt jegyesét, Luxemburgi Zsigmondot teszi meg utódává a lengyel trónon.[3]
- szeptember 10. – I. Lajos halálával idősebb lánya, Mária örökli a magyar trónt. (Uralkodik a haláláig, 1395-ig, 1387-től a férjével, Luxemburgi Zsigmonddal.)
- szeptember 17. – Mária királyi hercegnőt Demeter esztergomi érsek királynővé koronázza.[4]
- szeptember 30. – Trieszt városát lakói III. Lipót osztrák hercegnek ajánlják fel.
- október 4. – Mantova grófság lesz, első grófja I. Francesco Gonzaga. (II. Luigi fia 1407-ig uralkodik.)
- október 13. – II. Péter ciprusi király halálával a nagybátyja, Jakab lesz Ciprus királya I. Jakab néven, aki azonban 1385-ig genovai fogságban van. (Uralkodik a haláláig, 1398-ig.)
- november 21. – Antonio Venier velencei dózse megválasztása.[5]
- november 27. A roosebeke-i csata(wd). (A francia és flamand nemesek egyesült serege megveri a flamand felkelők seregét, Ypern és Bruges megadja magát, de Gent ellenáll.)

### Határozatlan dátumú események
- november – A Radomban tartott gyűlésen a lengyel országnagyok – az akkor 8 éves – Hedviget választják királlyá. (Hedivig csak két évvel később, 1384 őszén érkezett meg Karkkóba, ahol a hagyományoknak megfelelően megkoronázták.)[6]
- az év folyamán –
  - A londoni szinódus elítéli John Wycliffe tanait. (Angol nyelvű bibliafordításában először bukkan fel a „szex” szó.)[7]
  - A török elfoglalja Szófiát.[8]
  - Toktamis kán az adófizetés elmaradása miatt megostromolja és kifosztja Moszkvát.

## Születések
- IV. Frigyes osztrák herceg Tirol és Vorarlberg uralkodója († 1439)

## Halálozások
- március 23. előtt – Déméndi László magyar katolikus főpap, udvari orvos
- május 22. – I. Johanna nápolyi királynő (* 1326 körül)
- szeptember 10. – I. (Nagy) Lajos magyar és lengyel király (* 1326)
- október 4. – II. Luigi Gonzaga Mantova ura (* 1334)
- október 13. – II. Péter ciprusi király (* 1357)